# Mała Syrta
Mała Syrta (Zatoka Kabiska, Zatoka Gabes) (arab. ‏خليج قابس‎, Chalidż Kabis) – zatoka w południowej części Morza Śródziemnego, położona u wybrzeży Tunezji, oddzielona od pełnego morza przez wyspy Karkanna i Dżerba. 
Nad Małą Syrtą położone są miasta Safakis i Kabis, a także ważny tunezyjski port naftowy As-Suchajra.